# Adelphobates galactonotus
Adelphobates galactonotus är en groddjursart som först beskrevs av Franz Steindachner 1864.  Adelphobates galactonotus ingår i släktet Adelphobates och familjen pilgiftsgrodor. IUCN kategoriserar arten globalt som livskraftig. Inga underarter finns listade i Catalogue of Life.